# 北海道道495号上常呂停車場線
北海道道495号上常呂停車場線（ほっかいどうどう495ごう かみところていしゃじょうせん）は、北海道北見市内を結ぶ一般道道（北海道道）である。

## 概要

### 路線データ
- 起点：北海道北見市上ところ（旧北海道ちほく高原鉄道 ふるさと銀河線 上常呂駅跡）
- 終点：北海道北見市上ところ（北海道道50号北見置戸線・北海道道986号置戸訓子府北見線交点）
- 路線延長：0.1 km

## 歴史
- 1965年（昭和40年）3月26日 路線認定[1]。

## 地理

### 通過する自治体
- オホーツク総合振興局
  - 北見市

### 交差する道路
北見市
- 北海道道50号北見置戸線 - 上ところ（終点）
- 北海道道986号置戸訓子府北見線 - 上ところ（終点）